# Ion Rotaru (primar)
Rotaru Ion (n. 17 ianuarie 1952, Viișoara, Neamț, România), este actualul primar al comunei Alexandru cel Bun, în mandatul 2008-2012.

## Studii
- 2004 - absolvent al Academiei de Studii Economice, București

## Carieră
- 1989 - participant la Revoluția din 1989
- Primar al municipiului Piatra Neamț intre 1996 - 2000 și 2000 - 2004.[1]